# Казали Санта Марија Мадалена (Л'Аквила)
Казали Санта Марија Мадалена (итал. Casali Santa Maria Maddalena) је насеље у Италији у округу Л'Аквила, региону Абруцо.
Према процени из 2011. у насељу је живело 33 становника. Насеље се налази на надморској висини од 1066 м.